# Niederseefeld
Niederseefeld ist ein zum Ortsteil Hohenseefeld gehörender Wohnplatz der Gemeinde Niederer Fläming im Landkreis Teltow-Fläming in Brandenburg. Der Ort gehört dem Amt Dahme/Mark an und war bis zu seiner Eingemeindung nach Hohenseefeld am 1. Juli 1950 eine eigenständige Gemeinde.

## Lage
Niederseefeld liegt etwa acht Kilometer westlich der Stadt Dahme/Mark und 19 Kilometer südöstlich von Jüterbog im Fläming. Umliegende Ortschaften sind Hohenseefeld im Osten, Herbersdorf im Süden, Wiepersdorf im Westen sowie Nonnendorf und Waltersdorf im Nordwesten. Nördlich von Niederseefeld liegt die Bundesstraße 102.
Der Ort Niederseefeld ist baulich mit dem Nachbardorf Hohenseefeld verschmolzen, die Grenze zwischen den beiden Dörfern bildet der in Nord-Süd-Richtung verlaufende Ihlower Graben, ein Zufluss des Schweinitzer Fließes. Die Bebauung von Niederseefeld erstreckt sich entlang der Niederseefelder Straße.

## Geschichte und Etymologie

### 15. bis 16. Jahrhundert
Niederseefeld, ein Straßendorf, wurde erstmals um 1450 als Szefelde, Sefelde urkundlich erwähnt. Um 1500 wurde der Ort als Neddern Sehefelde, 1506 als dorff Nidern Seuele nha der dhame werde gelegin bezeichnet. Der Zusatz kam hinzu, um das Dorf von dem benachbarten Hohenseefeld unterscheiden zu können. Der Ortsname bezieht sich auf die Lage des Ortes an einem See, gemeint könnte damit der heutige Dorfteich zwischen Nieder- und Hohenseefeld sein. Erst 1820 trat die Bezeichnung Nieder-Seefeld in der Volkssprache Niederseele genannt auf; die amtliche Bezeichnung Niederseefeld wurde erst 1913 eingeführt.
Das Dorf wurde vor 1500 bis vor 1516 von den Schenken von Seyda in Anspruch genommen, während die Obergerichtsbarkeit jedoch beim Kurfürsten verblieb. Er verlehnte Teile des Dorfes weiter. Eine Hälfte des Dorfes ging an den Altar in der Kirche von Jessen (Elster), während der andere Teil an Altar Corpus Christi in Seyda ging. Vor 1518 wurden beide Teile jedoch wieder vereinigt und vom Amt Seyda verwaltet. Das Dorf bildete somit eine Exklave des Amtes, die im Osten an das Amt Dahme, im Süden an die preußische Exklave Ländchen Bärwalde, im Westen an das Amt Jüterbog und im Norden an Exklaven des Amtes Dahme (Nonnendorf) und des Amtes Schweinitz (Waltersdorf) grenzte. Um 1500 zahlten die Bewohner daher auch die Abgaben in Höhe von 2 1⁄2 Schock 6 1⁄2 böhmische Groschen an das Erzbistum Magdeburg. Es gab sieben Einwohner, von denen der Richter 20 gr zinste. Der Krüger zinste 1 Schock 10 gr, einer zinste 1 Schock 20 gr, zwei zinsten jeder 1 Schock und zwei zinsten jeder 20 gr (1506). Bis 1531 war die Anzahl auf zwölf Steuerpflichtige angewachsen. Die Abgaben waren wie folgt: Krüger 30 Schock, Richter 19 Schock und 3 Schock vom Gesinde, einmal 17 Schock, einmal 16 Schock und 40 gr vom Gesinde, dreimal 15 Schock (einer gab noch 50 gr vom Gesinde), der Müller 14 Schock und 30 gr vom Gesinde, einmal 10 Schock, einmal 5 Schock, einmal 2 Schock und einmal 1 Schock. Bis 1542 war ein weiterer Steuerpflichtiger hinzugekommen. Eine weitere Statistik zählte im Jahr 1550 besessene Mann, darunter sechs Gärtner. Der Richter besaß ein Haus, Hof und zwei freie Lehn- und 2 1⁄2 Erbhufen, einer hatte ein Haus, Hof und drei Erbhufen, einer hatte 4 1⁄2 Erbhufe, ein anderer Haus, Hof und 4 1⁄2 Erbhufen. Ein weiterer Bewohner besaß ein Haus und Hof mit vier Erbhufen, der Krüger hatte ein Haus, Hof, ein Lehn- und 4 1⁄2 Erbhufen, ein anderer Haus, Hof, 5 1⁄2 Hufen und ein Stück Acker sowie ein Bewohner mit fünf Erbhufen. Hinzu kamen fünf Häusler; in Summe wurden 42 Hufen bewirtschaftet. Im Jahr 1550 waren es 14 besessene Mann, darunter erneut sechs Gärtner. Eine Statistik aus dem Jahr 1555 führte acht Hufner und sechs Kossäten. Dem Pfarrer standen fünf ganz kleine und geringe Hufen zu. Er erhielt außerdem die 30. Mandel und 1⁄3 des Fleischzehnten. Der Küster erhielt 28 Scheffel Korn und 42 Brote. Die Kirche bekam ein Malter Korn vom Windmüller, hatte außerdem einen Garten und Ackerzins. Bis 1575 gab es an der Dorfstruktur keine Veränderungen. Der Pfarrer erhielt in diesem Jahr die 30. Mandel allerlei Getreide, 1 Schock Korn, 8 oder 9 Mandeln Gerte, 5 oder 6 Mandeln Hafer, etliche wenige Garben Heidekorn sowie 1⁄3 des Fleischzehnten. Er hatte nach wie vor fünf Hufen, die er selbst bewirtschaftete und dort im Winter 30 Scheffel Roggen, im Sommer 10 Scheffel Gerste, 8 Scheffel Hafer und etwa 1⁄2 oder 1 Scheffel Heidekorn ausbrachte. Er erhielt weiterhin vier Feuerbäume aus der Lindischen Heide, besaß sechs Rindhäupter, zehn Schafe, neun Schweine und zwölf Hühner. Der Küster erhielt 28 Scheffel weniger ein Viertel Korn, 42 Brote und sieben Fuder Holz. Die Kirche erhielt 12 Scheffel Korn vom Windmüller sowie Geld vom Gottesacker und Gartenzins. In Niederseefeld wohnten im Jahr 1591 insgesamt 14 besessene Mann, darunter sechs Gärtner. Der Richter besaß ein Haus, Hof und zwei freie Lehn- und 2 1⁄2 Erbhufen. Ein anderer Bewohner hatte ein Haus, Hof und 3 Erbhufen, ein weiterer 4 1⁄2 Erhbhufen. Der Krüger besaß ein Haus, Hof, eine Lehn- und 4 1⁄2 Erbhufen; ein anderer Bewohner hatte ein Haus mit Hof und 5 1⁄2 Erbhufen. Der Windmüller besaß ein Stück Acker, ein anderer Bewohner fünf Erbhufen. Es gab weiterhin fünf Häusler. Das Dorf war in Summe 42 Hufen groß, darunter fünf Pfarrhufen.

### 17. Jahrhundert
Im Jahr 1654 zählte Niederseefeld zehn Familien, darunter den Richter. Es gab zehn Mann, neun Weiber, einen Knecht und zwei Mädge. Ein Jahr später berichtete eine Statistik von acht Hufnern und vier Kossäten. Niederseefeld war ebenfalls vom Dreißigjährigen Krieg betroffen. Nach einer Statistik aus dem Jahr 1658 gab es vier bewohnte Kossätenhöfe, zwei lagen wüst; ebenso ein Neubauernhäuslein. Kurz darauf war jedoch nur noch ein Hof nicht besetzt (1661, 1667); außerdem gab es 15 Einwohner und einen Windmüller. Die Umstände waren offenbar dennoch schwierig: Im Jahr 1682 hatte in Bewohner ein „Häusgen gebaut, aber wieder stehen lassen“ und verließ als Tagelöhner den Ort.

### 18. Jahrhundert
Detaillierte Angaben über die Dorfstruktur liegen aus dem Jahr 1707 vor. Demzufolge gab es den Richter mit Haus, Garten, zwei Lehn- und 2 1⁄2 Erbhufen mit 28 Scheffel Aussaat. Ein anderer Bewohner besaß Haus und Garten mit 1 1⁄2 Scheffel Aussaat, einer ein Haus mit Garten zu 1 1⁄4 Scheffel Aussaat. Ein weiterer Bewohner besaß ein Haus mit Garten und 3 Erbhufen zu 22 Scheffel Aussaat, ein anderer Haus, Garten, 5 Erbhufen zu 25 Scheffel Aussaat sowie ein weiterer Bewohner mit Haus, Garten 4 1⁄2 Erbhufen zu 23 Scheffel Aussaat. Ein Bewohner besaß ein Haus mit Garten zu 1 1⁄4 Scheffel Aussaat; einer ein Haus, Garten, 5 1⁄2 Erbhufen zu 25 1⁄2 Scheffel Aussaat; ein weiterer Haus, Garten und Windmühle. Ein anderer Bewohner besaß ein Haus, Garten, 4 1⁄2 Erbhufen zu 22 Scheffel Aussaat, ein anderer Haus, Garten 4 1⁄2 Erbhufen zu 22 Scheffel Aussaat. Ein Bewohner besaß Haus und Garten zu 3⁄4 Scheffel Aussaat, ein anderer Haus und Garten zu 1 Scheffel Aussaat; einer ein Häuslein. Im Dorf lebten in Summe acht Hufner, sechs Kossäten, ein Tagelöhner sowie ein Hirte. Es gab eine Schmiede ohne Wohnhaus und eine Pfarre; in Summe standen in Niederseefeld 19 Häuser (1715). Die acht Bauern, sechs Kossäten und der Häusler betrieben 15 Feuerstätten (1722) auf 37 Hufen. Bis 1750 war Niederseefeld auf 17 angesessene Einwohner angewachsen, darunter sieben Hufner, einen Halbhufner, sechs Kossäten sowie vier Häusler, von denen einer auch als Rademacher arbeitete. Im Jahr 1777 waren es nur noch 16 angesessene Einwohner: sieben Hufner, ein Halbhufner, sechs Kossäten und zwei Häusler. Es gab fünf publike, bzw. unbewohnte Häuser: die Kirche, die Pfarrwohnung, ein Schulhaus, ein gemeinschaftlich genutztes Hirtenhaus und die Schmiede.

### 19. Jahrhundert
Zum Beginn des neuen Jahrhunderts lebten im Dorf im Jahr 1800 insgesamt sieben Hufner, zwei Kossäten und vier Häusler nebst einem Müller auf 37 Hufen. Im Jahr 1813 brannte Niederseefeld als Folge von Kampfhandlungen während des Sechsten Koalitionskrieges ab. Nach dem Wiener Kongress wurde das Amt Seyda aufgelöst und das bis dahin sächsische Niederseefeld wurde preußisch. Seitdem lag Niederseefeld im Kreis Jüterbog-Luckenwalde im Regierungsbezirk Potsdam. Kurz darauf erschienen in einer Statistik aus dem Jahr 1816 eine Windmühle, ein Stell- und Rademacher, ein Schmiedemeister, drei Branntweinbrenner und ein Erbkrüger. Im Jahr 1819 lebten im Dorf unter anderem ein Zimmermann, ein Rademacher sowie ein Hufschmied. Es gab eine Getreidemühle, 18 Webstühle, einen Krug, einen Schankwirt, drei männliche und vier weibliche Dienstboten sowie zwei Brennereien. Im Dorf standen 19 Wohnhäuser (1837). 1841 hatte Niederseefeld 159 Einwohner. Im Jahr 1858 war das Dorf 1796 Morgen (Mg) groß: 54 Mg Gehöfte, 8 Mg Gartenland, 1310 Mg Acker, 4 Mg Wiese, 74 Mg Weide und 302 Mg Wald. Dort standen vier öffentliche, 24 Wohn- und 49 Wirtschaftsgebäude, darunter eine Getreidemühle.

### 20. Jahrhundert
Im Jahr 1900 standen auf 486,3 Hektar insgesamt 29 Häuser. Es gab sieben Hufnergüter, einen Kossäten, drei Kossätengüter, einen Lehrer, einen Maurer, einen Ortsvorsteher und Kossätengutsbesitzer, einen Schmiedemeister und Häuser, einen Schankwirt, einen Stellmacher sowie einen Stellmacher und Kossätengutsbesitzer. Niederseefeld entwickelte sich bis 1931 zur Landgemeinde mit 33 Wohnhäusern und 37 Haushaltungen auf nach wie vor 486,3 Hektar Fläche. Im Jahr 1939 gab es sieben land- und forstwirtschaftliche Betriebe zwischen 20 und 100 Hektar, fünf Betriebe zwischen 10 und 20 Hektar, neun Betriebe zwischen 5 und 10 Hektar sowie sieben Betriebe zwischen 0,5 und 5 Hektar.
Nach dem Zweiten Weltkrieg erhielt die Gemeinde aus Reinsdorf 20 Hektar Waldzulage. Am 1. Juli 1950 wurde Niederseefeld nach Hohenseefeld eingemeindet, Niederseefeld hatte zu diesem Zeitpunkt 254 Einwohner. Nach der DDR-Kreisreform 1952 lag Niederseefeld im Kreis Jüterbog im Bezirk Potsdam. Im Jahr 1960 gründete sich eine LPG mit 30 Mitgliedern und 85 Hektar Fläche, die 1966 an die LPG Hohenseefeld angeschlossen wurde. Sie bestand im Jahr 1983 als LPG Hohenseefeld mit Stützpunkt Niederseefeld.
Seit der Wende und der brandenburgischen Kreisreform 1993 gehört Niederseefeld zum Landkreis Teltow-Fläming. Die Gemeinde Hohenseefeld wurde am 1. August 2002 nach Niederer Fläming eingemeindet.

## Sehenswürdigkeiten

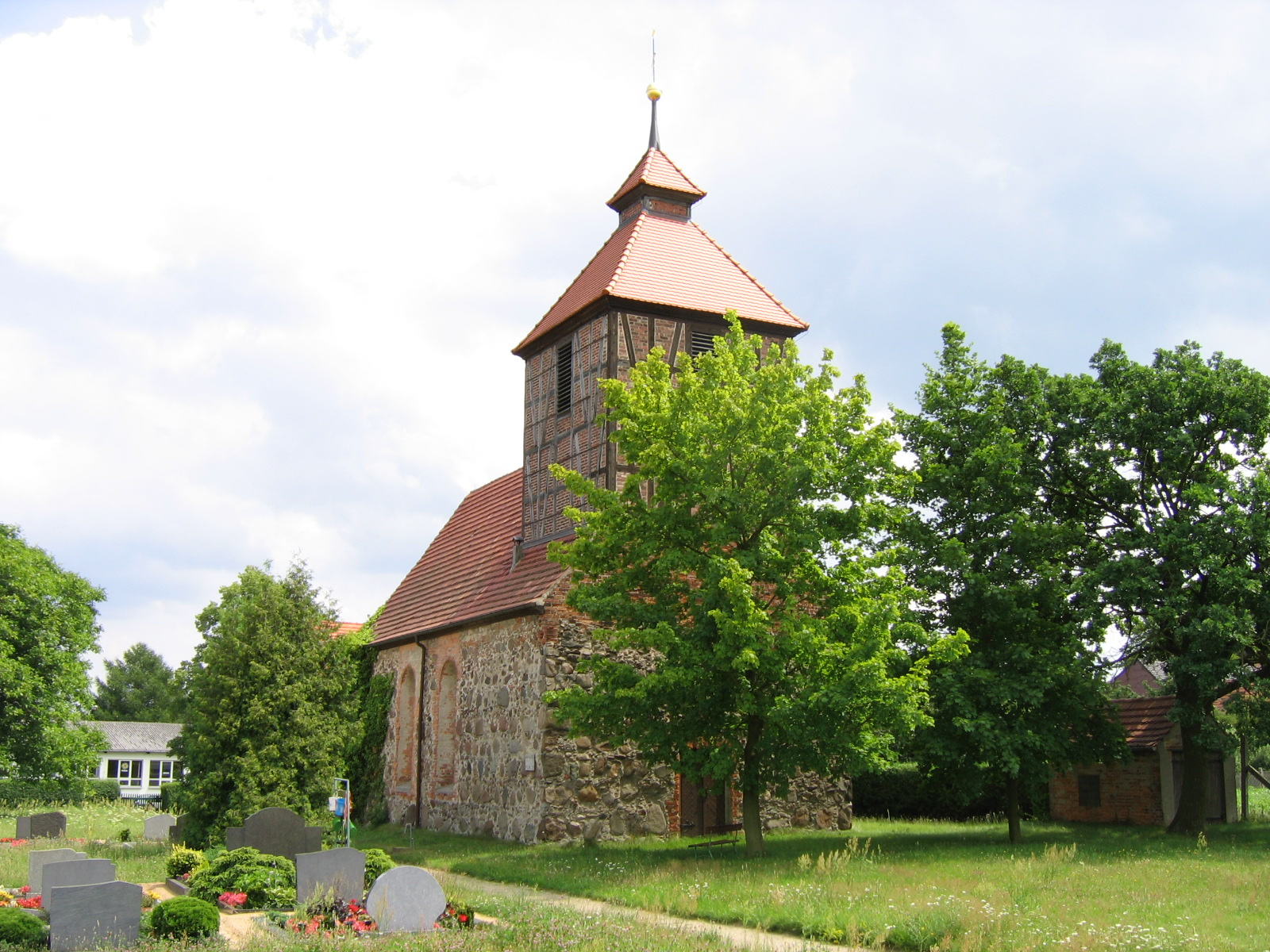
Dorfkirche Niederseefeld

Die Dorfkirche Niederseefeld ist ein spätgotischer Feldsteinbau, vermutlich aus dem 15. Jahrhundert. Im Jahr 1882 erfolgte eine umfassende Sanierung der Kirche, aus diesem Jahr stammt auch die Empore sowie die gesamte Innenausstattung.

## Einwohnerentwicklung
| Jahr      | 1875 | 1890 | 1910 | 1925 | 1933 | 1939 | 1946 |
| Einwohner | 170  | 170  | 176  | 165  | 193  | 165  | 254  |

Gebietsstand des jeweiligen Jahres